# Chaudon

Chaudon este o comună în departamentul Eure-et-Loir, Franța. În 1 ianuarie 2022 avea o populație de 1.689 de locuitori.